# Llista d'episodis de Shake It Up
Aquesta llista correspon als episodis de la sèrie original de Disney Channel Shake It Up.

## Temporades
| Temporada | Episodis  | EUA                    | EUA                  | Catalunya              | Catalunya            |
| Temporada | Episodis  | Començament            | Fi                   | Començament            | Fi                   |
| --------- | --------- | ---------------------- | -------------------- | ---------------------- | -------------------- |
| 1         | 21        | 7 de novembre de 2010  | 21 d'agost de 2011   | 8 d'abril de 2011      | 13 de gener de 2012  |
| 2         | 28        | 18 de setembre de 2010 | 12 d'agost de 2012   | 20 de gener de 2012    | 25 de gener de 2013  |
| 3         | 26        | 23 de setembre de 2012 | 22 de febrer de 2013 | 10 de novembre de 2013 | 11 d'abril de 2014   |
| Crossover | Crossover | 5 de juny de 2011      | 5 de juny de 2011    | 12 d'octubre de 2011   | 12 d'octubre de 2011 |

## Temporada 1
| Sèrie | Temporada | Títol                 | EUA                    | Catalunya              | Codi de producció | Espectadors |
| ----- | --------- | --------------------- | ---------------------- | ---------------------- | ----------------- | ----------- |
| 1     | 1         | «Start It Up»         | 7 de novembre de 2010  | 8 d'abril de 2011      | 101               | 6'2         |
| 2     | 2         | «Meatball It Up»      | 14 de novembre de 2010 | 15 d'abril de 2011     | 104               | 4'1         |
| 3     | 3         | «Give It Up»          | 21 de novembre de 2010 | 22 d'abril de 2011     | 103               | 4'3         |
| 4     | 4         | «Add It Up»           | 28 de novembre de 2010 | 29 d'abril de 2011     | 105               | 3'8         |
| 5     | 5         | «Kick It Up»          | 5 de desembre de 2010  | 6 de maig de 2011      | 107               | 4'3         |
| 6     | 6         | «Age It Up»           | 9 de desembre de 2010  | 13 de maig de 2011     | 108               | 6'8         |
| 7     | 7         | «Party It Up»         | 12 de desembre de 2010 | 20 de maig de 2011     | 106               | 3'7         |
| 8     | 8         | «Hook It Up»          | 19 de desembre de 2010 | 27 de maig de 2011     | 102               | 5'9         |
| 9     | 9         | «Wild It Up»          | 9 de gener de 2011     | 3 de juny de 2011      | 110               | 4'1         |
| 10    | 10        | «Match It Up»         | 23 de gener de 2011    | 1 de juliol de 2011    | 111               | 4'3         |
| 11    | 11        | «Show It Up»          | 20 de febrer de 2011   | 18 de juny de 2011     | 112               | 4'0         |
| 12    | 12        | «Heat It Up»          | 27 de febrer de 2011   | 15 de juliol de 2011   | 109               | 3'7         |
| 13    | 13        | «Glitz It Up»         | 6 de març de 2011      | 5 d'agost de 2011      | 113               | 3'8         |
| 14    | 14        | «Hot Mess It Up»      | 20 de març de 2011     | 19 d'agost de 2011     | 114               | 3'6         |
| 15    | 15        | «Reunion It Up»       | 10 d'abril de 2011     | 2 de setembre de 2011  | 116               | 3'7         |
| 16    | 16        | «Sweat It Up»         | 1 de maig de 2011      | 16 de setembre de 2011 | 117               | 3'1         |
| 17    | 17        | «Vatalihootsit It Up» | 12 de juny de 2011     | 7 d'octubre de 2011    | 118               | 4'2         |
| 18    | 18        | «Model It Up»         | 17 de juny de 2011     | 21 d'octubre de 2011   | 115               | 4'1         |
| 19    | 19        | «Twist It Up»         | 10 de juliol de 2011   | 4 de novembre de 2011  | 119               | 4'3         |
| 20    | 20        | «Break It Up»         | 24 de juliol de 2011   | 9 de desembre de 2011  | 121               | 4'1         |
| 21    | 21        | «Throw It Up»         | 21 d'agost de 2011     | 13 de gener de 2012    | 120               | 3'4         |

## Temporada 2
| Sèrie | Temporada | Títol                                         | EUA                    | Catalunya              | Codi de producció | Espectadors (en milions) |
| --- | --------- | --------------------------------------------- | ---------------------- | ---------------------- | ----------------- | ------------------------ |
| 22A | 1A        | «Shake It Up: Up & Away (Part I)»             | 2 d'octubre de 2011    | 20 de gener de 2012    | 201               | 3'8                      |
| 22B | 1B        | «Shake It Up: Up & Away (Part II)»            | 2 d'octubre de 2011    | 20 de gener de 2012    | 202               | 3'8                      |
| 23 | 2         | «Shrink It Up»                                | 18 de setembre de 2011 | 27 de gener de 2012    | 203               | 3'6                      |
| 24 | 3         | «Three's A Crowd It Up»                       | 25 de setembre de 2011 | 3 de febrer de 2012    | 206               | 2'9                      |
| La Rocky, la CeCe i la Tinka s'enamoren d'un ballarí hispà dit Julio, i queda amb les tres en una cita triple. Mentrestant, en Henry substitueix un professor d'en Flynn i la Dina i en Deuce competeixen per veure qui té més compradors. |           |                                               |                        |                        |                   |                          |
| 25 | 4         | «Beam It Up (abans Halloween It Up)»          | 9 d'octubre de 2011    | 31 d'octubre de 2012   | 204               | 4'6                      |
| La Rocky s'enamora d'un noi que va vestit de príncep a una festa de Halloween i obliga a la CecCe perquè parli amb el seu germà, que va de geperut de Notre Dame, però l'endemà s'adonen de les seves veritables personalitats. Mentrestant, en Flynn somnia que en Henry i ell han estat abduïts pel seu veí Zane.                                                                                               |           |                                               |                        |                        |                   |                          |
| 26 | 5         | «Doctor It Up»                                | 16 d'octubre de 2011   | 10 de febrer de 2012   | 205               | 3'6                      |
| El dr Curtis Blue, pare de la Rocky i d'en Ty, torna d'un viatge de negocis i descobreix que la Rocky balla a Shake It Up, Chicago i que en Ty vol orientar la seva vida en el ràping, tot i que ell vol que siguin doctors, i ells dos i la CeCe hauran d'idear un pla per fer-lo canviar d'idea. Mentrestant, l'oncle d'en Deuce Frank compra una màquina amb molta il·lusió i en Deuce i en Flynn la trenquen. |           |                                               |                        |                        |                   |                          |
| 27 | 6         | «Review It Up»                                | 6 de novembre de 2011  | 30 de març de 2012     | 210               | 4'0                      |
| Un bloguista anomenat Andy Burns dona al món una mala visió de Shake It Up, Chicago i la Rocky i la CeCe hauran de convèncer-lo per tal que canviï d'opinió. Mentrestant, la Dina i en Deuce celebren el seu primer aniversari. |           |                                               |                        |                        |                   |                          |
| 28 | 7         | «Double Pegasus It Up»                        | 13 de novembre de 2011 | 2 de març de 2012      | 207               | 3'3                      |
| La CeCe i la Rocky convencen en Theodore Vanglorious, un coreògraf famós, perquè coreografiï un ball de Shake It Up, Chicago, però ja no en sap i l'hauran de fer elles. Mentrestant, l'oncle Frank deixa en Deuce a càrrec de la clau de la seva pizzeria. |           |                                               |                        |                        |                   |                          |
| 29 | 8         | «Auction It Up»                               | 20 de novembre de 2011 | 13 d'abril de 2012     | 211               | 3'7                      |
| La CeCe i la Rocky recullen fons per ajudar la senyora Nancy, la seva antiga professora de dansa, i el seu estudi. Mentrestant, en Deuce i en Ty fan una competició per guanyar un yoPhone després que en Deuce trenqués el d'en Ty. |           |                                               |                        |                        |                   |                          |
| 30 | 9         | «Camp It Up»                                  | 27 de novembre de 2011 | 8 de juny de 2012      | 213               | 3'9                      |
| La Rocky i la CeCe obren unes estades de ball al seu apartament per a nens per tal de guanyar diners. Mentrestant, en Ty i la Tinka competeixen a la pizzeria Crusty's al joc del ping-pong. |           |                                               |                        |                        |                   |                          |
| 31 | 10        | «Jingle It Up»                                | 11 de desembre de 2011 | 23 de desembre de 2011 | 212               | 4'8                      |
| La CeCe es compra una bossa de mà, no té diners per comprar una regal a sa mare i ha de fer de ren del Pare Noel per guanyar-ne. Mentrestant, la Rocky intenta fer realitat el somni d'un orfe i en Deuce ha de trobar les paraules per dir-li a la Dina que no canta bé i que no vol que l'ajudi amb la seva coral.                                                                                              |           |                                               |                        |                        |                   |                          |
| 32 | 11        | «Apply It Up»                                 | 8 de gener de 2012     | 27 d'abril de 2012     | 215               | 3'5                      |
| La CeCe i la Rocky entren a l'Acadèmia de Belles Arts de Chicago, però no tenen prou diners per fer-hi la carrera, cosa que les portarà a mentir sobre les seves famílies, dient que són famoses. Mentrestant, en Flynn i en Henry creuen que un asteroide xocarà contra la Terra i n'informen la NASA. |           |                                               |                        |                        |                   |                          |
| 33 | 12        | «Split It Up»                                 | 22 de gener de 2012    | 4 de maig de 2012      | 208               | 2'8                      |
| En Gunther i la CeCe són escollits per ballar a Good Morning, Chicago i aquí comença un embolic increïble amb la gelosia, la traïció, l'enemistat, el ball destacat i els cabells de la CeCe tenyits de verd com a protagonistes. Mentrestant, en Deuce i en Flynn ajuden en Ty a millorar el seu talent pel rap.                                                                                                 |           |                                               |                        |                        |                   |                          |
| 34 | 13        | «Copy Kat It Up (abans All About Evie It Up)» | 19 de febrer de 2012   | 18 de maig de 2012     | 219               | 3'5                      |
| La Rocky i la CeCe coneixen a una seguidora seva anomenada Kat, que comença a copiar l'aparença i el caràcter de la CeCe per destronar-la i substituir-la al programa, i hauran de fer el possible per fer-la marxar a Shake It Up New York. Mentrestant, en Flynn es converteix en el manàger d'en Ty i acaba substituint-lo.                                                                                    |           |                                               |                        |                        |                   |                          |
| 35 | 14        | «Egg It Up»                                   | 26 de febrer de 2012   | 15 de juny de 2012     | 209               | 2'6                      |
| La Rocky demana tenir un altre company per al projecte de ciències, ja que creu que la CeCe li farà més nosa que servei, cosa que enfureix la CeCe. Mentrestant, en Ty i en Gunther competeixen per veure qui és millor a l'hora de fer de cangur a en Flynn. |           |                                               |                        |                        |                   |                          |
| 36 | 15        | «Judge It Up (abans Court It Up)»             | 11 de març de 2012     | 20 de juliol de 2012   | 214               | 3'3                      |
| La Rocky i la CeCe duen a judici el cas 'Klaus', on es discuteixen amb els Hessenheffer sobre qui ha arruïnat la festa d'aniversari d'en Klaus i sobre els diners que els deuen per haver-hi ballat. Finalemt, en Deuce porta un vídeo enregistrat a la festa i el cas s'aclareix. Mentrestant, en Henry ensenya a en Flynn a anar en bicicleta.                                                                  |           |                                               |                        |                        |                   |                          |
| 37 | 16        | «Parent Trap It Up»                           | 25 de març de 2012     | 3 d'agost de 2012      | 218               | 3'0                      |
| La Rocky troba proves d'una suposada declaració d'amor del pare de la CeCe a la seva mare, que estan separats, però al final resulta ser per a la seva nòvia i ha de demanar perdó a la CeCe. Mentrestant, en Ty i en Deuce van a una doble cita amb la Gina i la Dina i s'adonen que són rivals des que eren petites.                                                                                            |           |                                               |                        |                        |                   |                          |
| 38 | 17        | «Weird It Up»                                 | 1 d'abril de 2012      | 27 de juliol de 2012   | 217               | 2'5                      |
| La CeCe i la Rocky concursen a la televisió per augmentar la seva fama, i descobreixen que el presentador és en Flynn. Mentrestant, en Deuce descobreix la Gloria va per ell, la noia per la que va en Ty. |           |                                               |                        |                        |                   |                          |
| 39 | 18        | «Whodunit Up?»                                | 15 d'abril de 2012     | 10 d'agost de 2012     | 221               | 3'7                      |
| Quan un fantasma amenaça tancar Shake It Up, Chicago, la CeCe, la Rocky, en Gunther i la Tinka han de desemmascarar el culpable abans que sigui massa tard. Mentrestant, en Deuce ajuda en Ty a identificar la seva admiradora secreta. |           |                                               |                        |                        |                   |                          |
| 40 | 19        | «Tunnel It Up»                                | 13 de maig de 2012     | 22 de juny de 2012     | 216               | 3'3                      |
| La Rocky, la Tinka la CeCe han d'enginyar-se un pla per poder estar a Shake It Up, Chicago i al ball de final de curs alhora. Mentrestant, en Deuce i en Flynn discuteixen perquè en Flynn vol anar a veure-les a l'exhibició. |           |                                               |                        |                        |                   |                          |
| 41 | 20        | «Protest It Up»                               | 20 de maig de 2012     | 14 de setembre de 2012 | 220               | 3'1                      |
| Quan la directora Winslow posa uniforme als alumnes, la Rocky i la CeCe hauran de trobar una solució per deixar de portar-los. Mentrestant, en Gunther i la Tinka, a causa de l'absència d'aquestes dues, tenen temps per practicar les seves noves fal·leres. |           |                                               |                        |                        |                   |                          |
| 42 | 21        | «Wrestle It Up»                               | 3 de juny de 2012      | 26 d'octubre de 2012   | 222               | 3'2                      |
| La Georgia troba una feina com a guarda de seguretat en un plató de televisió i la Rocky, en Flynn i la CeCe s'hi infiltraran, acabant dins el camerino d'en Taylor Lautner. Mentrestant, la Dina talla amb en Deuce, i per conquerir-la haurà d'enfrontar-se al seu nou nòvio. |           |                                               |                        |                        |                   |                          |
| 43 | 22        | «Reality Check It Up»                         | 10 de juny de 2012     | 7 de setembre de 2012  | 226               | 2'8                      |
| La Rocky i la CeCe conviden els ballarins de Shake It Up, Chicago a casa seva per veure un documental sobre el programa, però descobreixen que és tot mentida, ja que afirma coses tan ridícules com que a la CeCe li agrada en Gunther i que la Rocky és una diva. |           |                                               |                        |                        |                   |                          |
| 44 | 23        | «Rock And Roll It Up»                         | 1 de juliol de 2012    | 2 de novembre de 2012  | 225               | 3'7                      |
| L'àvia d'en Gary ve a Shake It Up, Chicago, ja que va ser la primera ballarina del programa quan tenia quinze anys, i els ballarins li fan una homenatge. Mentrestant, en Deuce fa una representació del famós musical Grease. |           |                                               |                        |                        |                   |                          |
| 45 | 24        | «Boot It Up»                                  | 15 de juliol de 2012   | 12 d'octubre de 2012   | 224               | 3'9                      |
| La Rocky i la CeCe se subscriuen sense voler a uns campaments militars durant l'estiu. Mentrestant, en Flynn és ajudat pel Deuce i la Dina per tal que es converteixi en un bon boyscout. |           |                                               |                        |                        |                   |                          |
| 46 | 25        | «Slumber It Up»                               | 29 de juliol de 2012   | 28 de desembre de 2012 | 223               | 3'1                      |
| La Rocky, la CeCe i la Dina celebren una festa de pijames amb totes les noies de la seva classe, i hi conviden la Tinka, ja que mai no n'ha celebrat cap. Mentrestant, els nois s'estranyen de no trobar cap noia pel carrer. |           |                                               |                        |                        |                   |                          |
| 47 | 26        | «Surprise It Up»                              | 5 d'agost de 2012      | 11 de gener de 2013    | 227               | 2'9                      |
| La CeCe pensa que la Rocky l'està evitant i s'enfada, però descobreix que li estava preparant un regal d'aniversari quan ja ho ha espatllat tot i ja és massa tard per tornar enrere. Mentrestant, en Gunther la porta a un enterrament d'un oncle seu i la CeCe també arruïna aquesta celebració. |           |                                               |                        |                        |                   |                          |
| 48 | 27        | «Embarrass It Up»                             | 12 d'agost de 2012     | 25 de gener de 2013    | 228               | 3'8                      |
| La Rocky intenta consolar la CeCe després que una càmera de Shake It Up, Chicago l'enganxés tirant-se un pet. Poc després, els papers són intercanviats i la Rocky és enganxada per una càmera d'un programa d'entrevistes mentre esternuda. Mentrestant, en Ty i en Flynn venen un vídeo amb aquests moments tan vergonyosos.                                                                                    |           |                                               |                        |                        |                   |                          |
| 49A | 28A       | «Shake It Up: Made In Japan (Part I)»         | 17 d'agost de 2012     | 23 de novembre de 2012 | 229               | 4'5                      |
| 49B | 28B       | «Shake It Up: Made In Japan (Part II)»        | 17 d'agost de 2012     | 23 de novembre de 2012 | 230               | 4'5                      |
| 49C | 28C       | «Shake It Up: Made In Japan (Part III)»       | 17 d'agost de 2012     | 23 de novembre de 2012 | 231               | 4'5                      |

## Temporada 3
| Sèrie | Temporada | Títol                                           | EUA                    | Catalunya              | Codi de producció | Espectadors (en milions) |
| --- | --------- | ----------------------------------------------- | ---------------------- | ---------------------- | ----------------- | ------------------------ |
| 50 | 1         | «Fire It Up»                                    | 14 d'octubre de 2012   | 22 de febrer de 2013   | 301               | 3'9                      |
| Un incendi devora el plató de 'Shake It Up, Chicago', i la principal sospitosa és la CeCe, i la Tinka s'acosta a la Rocky i la CeCe per ajudar-les, ja que en Gunther ha marxat al seu país d'origen a cuidar els seus avis. Mentrestant, en Deuce decideix trobar una feina per a en Gary a la pizzeria Crusty's, i la mare de la CeCe comença una relació amb en Jeremy, el detectiu del cas. |           |                                                 |                        |                        |                   |                          |
| 51 | 2         | «Funk It Up»                                    | 28 d'octubre de 2012   | 22 de febrer de 2013   | 302               | 3'2                      |
| La CeCe se sent atrapada per no poder ballar a 'Shake It Up, Chicago', però la Rocky li anconsegueix un ball al bar Mitzvah entre dos discursos, i ella s'inspira amb el segon discurs, deixant de ser superficial. Mentrestant, en Deuce dibuixa un bigoti a en Ty amb permanent. |           |                                                 |                        |                        |                   |                          |
| 52 | 3         | «Spirit It Up»                                  | 4 de novembre de 2012  | 29 de març de 2013     | 303               | 3'2                      |
| La Rocky se sent atrapada per no poder ballar a 'Shake It Up, Chicago', però la CeCe proposa d'unir-se a l'equip d'animadores del seu institut, ja que no saben ballar. Mentrestant, en Deuce se sent malament des que en Gunther ha deixat la Tinka i en Flynn descobreix que té una mala reputació.                                                                                           |           |                                                 |                        |                        |                   |                          |
| 53 | 4         | «Lock It Up (abans Quarantine It Up)»           | 11 de novembre de 2012 | 12 d'abril de 2013     | 304               | 3'1                      |
| La Rocky i la CeCe s'ofereixen voluntàries en un hospital i la Rocky queda tancada a una habitació d'un pacient en quarantena i la CeCe s'enamora d'un noi de l'hospital sense saber que és cec. Mentrestant, en Deude s'enfada perquè la Dina està envaïnt el seu armariet. |           |                                                 |                        |                        |                   |                          |
| 54 | 5         | «Merry Merry It Up (abans Ho-Ho-Hot Tub It Up)» | 2 de desembre de 2012  | 21 de desembre de 2012 | 306               | 3'9                      |
| És Nadal, i quan la CeCe s'imposa en la relació entre la seva mare i en Jeremy, el fantasma de Nadal li mostra què ha fet en un viatge a través del temps, i se'n penedix i ho soluciona. Mentrestant, en Flynn, en Deuce i en Ty passen el Nadal al jacuzzi que en Flynn ha guanyat en un concurs.                                                                                             |           |                                                 |                        |                        |                   |                          |
| 55 | 6         | «Home Alone It Up»                              | 9 de desembre de 2012  | 8 de març de 2013      | 305               | 3'2                      |
| - |           |                                                 |                        |                        |                   |                          |
| 56 | 7         | «Oh Brother It Up»                              | 13 de gener de 2013    | 19 d'abril de 2013     | 307               | 3'3                      |
| - |           |                                                 |                        |                        |                   |                          |
| 57 | 8         | «Quit It Up»                                    | 27 de gener de 2013    | 3 de maig de 2013      | 308               | 3'4                      |
| - |           |                                                 |                        |                        |                   |                          |
| 58 | 9         | «Ty It Up»                                      | 17 de febrer de 2013   | 24 de maig de 2013     | 309               | 4'5                      |
| - |           |                                                 |                        |                        |                   |                          |
| 59 | 10        | «My Fair Librarian It Up»                       | 24 de febrer de 2013   | 7 de juny de 2013      | 310               | 3'7                      |
| - |           |                                                 |                        |                        |                   |                          |
| 60 | 11        | «Clean It Up»                                   | 10 de març de 2013     | 28 de juny de 2013     | 311               | 3'2                      |
| - |           |                                                 |                        |                        |                   |                          |
| 61 | 12        | «I Do It Up»                                    | 17 de març de 2013     | 28 de juny de 2013     | 312               | 4'5                      |
| - |           |                                                 |                        |                        |                   |                          |
| 62 | 13        | «Forward & Back It Up»                          | 24 de març de 2013     | 2 d'agost de 2013      | 313               | 3'1                      |
| - |           |                                                 |                        |                        |                   |                          |
| 63 | 14        | «Switch It Up»                                  | 7 d'abril de 2013      | 7 d'octubre de 2013    | 317               | 3'3                      |
| - |           |                                                 |                        |                        |                   |                          |
| 64 | 15        | «Love & War It Up»                              | 28 d'abril de 2013     | 2 d'agost de 2013      | 316               | 3'1                      |
| - |           |                                                 |                        |                        |                   |                          |
| 65 | 16        | «In The Bag It Up»                              | 12 de maig de 2013     | 2 d'agost de 2013      | 314               | 3'1                      |
| - |           |                                                 |                        |                        |                   |                          |
| 66 | 17        | «Brain It Up»                                   | 2 de juny de 2013      | 20 de setembre de 2013 | 315               | 3'1                      |
| - |           |                                                 |                        |                        |                   |                          |
| 67 | 18        | «Opposites Attract It Up»                       | 23 de juny de 2013     | 15 de novembre de 2013 | 318               | 3'4                      |
| - |           |                                                 |                        |                        |                   |                          |
| 68 | 19        | «Psych It Up»                                   | 14 de juliol de 2013   | 15 de novembre de 2013 | 319               | 3'4                      |
| - |           |                                                 |                        |                        |                   |                          |
| 69 | 20        | «Future It Up»                                  | 28 de juliol de 2013   | 14 d'octubre de 2013   | 320               | 3'6                      |
| - |           |                                                 |                        |                        |                   |                          |
| 70 | 21        | «Oui Oui It Up»                                 | 4 d'agost de 2013      | 27 de desembre de 2013 | 323               | 3'2                      |
| - |           |                                                 |                        |                        |                   |                          |
| 71 | 22        | «My Bitter Sweet 16 It Up»                      | 25 d'agost de 2013     | 11 d'abril de 2014     | 325               | 3'3                      |
| - |           |                                                 |                        |                        |                   |                          |
| 72 | 23        | «Stress It Up»                                  | 15 de setembre de 2013 | 17 de gener de 2014    | 322               | 3'3                      |
| - |           |                                                 |                        |                        |                   |                          |
| 73 | 24        | «Loyal It Up»                                   | 29 de setembre de 2013 | 24 de gener de 2014    | 324               | 3'1                      |
| - |           |                                                 |                        |                        |                   |                          |
| 74 | 25        | «Haunt It Up»                                   | 6 d'octubre de 2013    | 30 d'octubre de 2013   | 321               | 3'1                      |
| - |           |                                                 |                        |                        |                   |                          |
| 75 | 26        | «Remember It Up»                                | 10 de novembre de 2013 | 11 d'abril de 2014     | 326               | 5'6                      |
| - |           |                                                 |                        |                        |                   |                          |

## Crossover
| Sèrie | Temporada | Títol                  | EUA                   | Catalunya         | Crossover amb      | Codi de producció | Espectadors (en milions) |
| --- | --------- | ---------------------- | --------------------- | ----------------- | ------------------ | ----------------- | ------------------------ |
| 39 | 13        | «Charlie Shakes It Up» | 7 de novembre de 2011 | 5 de juny de 2011 | Good Luck, Charlie | 215               | 4'2                      |
| La Teddy, l'Amy i la Charlie de Good Luck, Charlie viatgen fins a Chicago i són confoses per les ballarines Duncan i dutes al plató de Shake It Up, Chicago, on coneixeran en Gary, la Rocky, en Deuce, en Flynn i la CeCe. Mentrestant, en Gabe, an Bob i en PJ monten uns encants per desfer-se dels trastos vells. |           |                        |                       |                   |                    |                   |                          |